# Gallina perdiu joia de Tibi
La gallina perdiu joia de Tibi és una raça autòctona valenciana de gallina. La seua distribució original eren les localitats de Tibi, El Campello, Sant Vicent del Raspeig, ara també disposa d'un gran centre de cria en Gandia. Actualment es troba en fase de recuperació i purificació de la raça.
Els colors i la mida, una cresta "no senzilla", amb forma d'essa, i la presència d'esperó en les femelles són les principals característiques diferenciadores de l'espècie que ha reconegut com a primitiva el genetista Amadeu Francès. Des de juny de 2012, l'Asociación La Joya de Tibi es dedica a l'estudi i protecció d'esta raça de gallines.